# Mexikanische Schlankblindschlange
Die Mexikanische Schlankblindschlange (Rena humilis, Syn.: Leptotyphlops humilis) ist eine Schlangenart aus der Familie der Schlankblindschlangen (Leptotyphlopidae), die in den südwestlichen Vereinigten Staaten und in Nord-Mexiko vorkommt. Neun Unterarten sind momentan anerkannt. Die Nominatform wird hier beschrieben.

## Namen
Der Wissenschaftliche Name ist aus griechischen und lateinischen Komponenten gebildet. „Leptotyphlops“ besteht aus dem griechischen Leptos (λεπτός) „dünn“ und tyflops (τυφλός) “blind” und ṓps (ὤψ) “Auge”, während der Artname „humilis“ die lateinische Bezeichnung für „niedrig“/„bescheiden“ ist. Umgangssprachliche Namen sind „Western slender blind snake“, „western threadsnake“, „western blind snake“.

### Synonyme
Stenostoma humile Peters, 1858; Rena dugesii Cope, 1887; Glauconia humilis Boulenger, 1893; Siagonodon humilis Van Denburgh, 1897; Leptotyphlops humilis Ruthven, 1907; Leptotyphlops humilis humilis Klauber, 1931; Leptotyphlops chumilis Rhodes, 1966.

## Merkmale
Mexikanische Schlankblindschlangen sehen auf den ersten Blick aus wie glänzende Ringelwürmer, sind jedoch nicht segmentiert. Ausgewachsene Tiere erreichen maximal 30 cm Länge, inklusive des Schwanzes und einen Durchmesser von bis zu 5 mm. Sie sind pink, lila, oder silbrig-braun mit dunkel schimmernden Schuppen. Die Augen sind nicht mehr als zwei dunkle Punkte unter den Kopfschuppen. Das Maul ist klein und unterständig. Der Schädel ist recht dick um das Graben zu ermöglichen und die Schlange hat am Schwanz einen Dorn, den sie als Hebel einsetzt.
Die Art unterscheidet sich von der nah verwandten Texas-Schlankblindschlange (Rena dulcis) durch die einzelne Schuppe zwischen den Augen (bei R. dulcis eine Praefrontale und zwei Supraoculare). Die Mexikanische Schlankblindschlange hat keine Zähne im Oberkiefer, nur die vordere Hälfte des Unterkiefers ist bezahnt (Cochran, 1991; Ernst and Ernst, 2003). Diese und andere Arten der Blindschlangen sind unter Ultraviolettstrahlung leicht fluoreszent.

## Verbreitung
Die Art ist in den südwestlichen Vereinigten Staaten (Süd-Florida, Texas, Arizona, Nevada, Utah, Kalifornien) und in Nord-Mexiko (Baja California, Sonora, Sinaloa, Nayarit, Jalisco, Colima, Chihuahua, Durango, Coahuila, Tamaulipas, San Luis Potosí) verbreitet.
Das Typusexemplar stammte nach Laurence Monroe Klauber aus „Valliecitas, Cal.“ (1931) in der „vicinity of Vallecito, eastern San Diego County, California,“ (Umgebung von V. im östlichen Sandiego-County) und bei Bayard H. Brattstrom (1953) aus „the Upper Sonoran Life Zone of the Vallecito area and in Puerto Rico.“ (Obere Sonora-Lebenszone der Gegend von V. und in Puerto Rico.)

## Verhalten
Die Blindschlangen leben die meiste Zeit eingegraben in losem Erdreich (bis zu 20 m tief), beziehungsweise in Gängen von Ameisen- und Termitenbauten.

### Ernährung
Die Nahrung von R. humilis besteht hauptsächlich aus Termiten und Ameisen, sowie deren Larven.

## Unterarten
| Subspecies       | Authority              | Common name              | Geographic range |
| ---------------- | ---------------------- | ------------------------ | ---------------- |
| R. h. boettgeri  | (F. Werner, 1899)      |                          |                  |
| R. h. cahuilae   | Klauber, 1931          | Desert blind snake       |                  |
| R. h. dugesii    | (Bocourt, 1881)        |                          |                  |
| R. h. humilis    | (Baird & Girard, 1853) | Southwestern blind snake |                  |
| R. h. levitoni   | Murphy, 1975           |                          |                  |
| R. h. lindsayi   | Murphy, 1975           |                          |                  |
| R. h. segregus   | Klauber, 1939          | Trans-Pecos blind snake  |                  |
| R. h. tenuiculus | (Garman, 1884)         |                          |                  |
| R. h. utahensis  | V.Tanner, 1938         | Utah blind snake         |                  |